# Giovanni Trabucco
Giovanni Trabucco (Palermo, 14 luglio 1895 – Palermo, 7 marzo 1980) è stato un militare e calciatore italiano, di ruolo centrocampista.

## Carriera
Nasce a Palermo nel 1895. Con la maglia del Palermo vince la Coppa Federale Siciliana nel 1920 e nella stagione 1921-1922 partecipa al campionato di Prima Divisione con cui si piazza al 1º posto nel Campionato siciliano, uscendo poi al 1º turno nella Finale di Lega.
Abbandonata la carriera sportiva si dedicò solo a quella militare, prima nei bersaglieri e poi in fanteria, congedandosi con il grado di Tenente Colonnello.

## Palmarès
- Coppa Federale Siciliana: 1

Palermo: 1920